# Крижанович, Йозо
Йозо Крижанович (хорв. Jozo Križanović; 28 июля 1944, Витез, Хорватская бановина, Югославия — 2 декабря 2009, Загреб, Хорватия) — боснийский политик, бывший председатель Президиума Боснии и Герцеговины (2001—2002).

## Биография
В марте 2001 года Крижанович сменил представителя хорватов в Президиуме Боснии и Герцеговины Анте Йелавича, отстранённого от должности по решению Высокого представителя по Боснии и Герцеговине Вольфганга Петрича.
Он был председателем Президиума с июня 2001 по февраль 2002, когда в результате выборов, босниец Бериз Белкич был избран на его место.
Умер 2 декабря 2009 года в Загребе от осложнений после операции.